# Rabbit rabbit
L'exclamation « Rabbit rabbit » (« Lapin, lapin »)  est une superstition courante en Grande-Bretagne et aux États-Unis. La tradition voudrait qu'une personne dise : « Rabbit, rabbit, white rabbit », (« Lapin, lapin, lapin blanc »), « Rabbits, rabbits, rabbits », « Rabbit, rabbit » ou tout simplement « White rabbits », (« Lapins blancs ») à son réveil le premier jour du mois : ainsi elle recevrait pour ce mois entier bonne fortune (bonne chance) . Aux États-Unis, cette tradition est présente sur l'ile de Nantucket, à Cape Cod, dans l'État du Massachusetts, ainsi qu'à Chester dans le Vermont.